# 膠州 (測量艦)
膠州（こうしゅう）は、日本海軍の測量艦。艦名は中国の地名の膠州湾に由来する。ドイツの租借地で湾入口の半島が捕獲地青島である。

## 艦歴
元は独ホヴァルツヴェルゲ社建造の貨物船ミヒャエル・イェブセン（Michael Jabsen）で第一次世界大戦時に青島で自沈していたのを日本海軍が1914年（大正3年）11月7日捕獲し翌1915年（大正4年）7月16日に浮揚、8月23日に日本海軍籍に入籍、「膠州」と命名し運送艦に類別した。その後の整備で測量設備も装備し、1921年（大正10年）から北方の、1926年（大正15年）からは南洋方面の測量に従事する。1922年（大正11年）4月1日に測量艦へ類別変更、1940年（昭和15年）4月1日に老齢のため除籍、解体された。

## 艦長
※『日本海軍史』第9巻・第10巻の「将官履歴」及び『官報』に基づく。階級は就任時のもの。
指揮官
- 三宅大太郎 中佐：1916年7月1日 - 1916年12月1日
- 平岡善之丞 中佐：1916年12月1日 - 1917年12月1日[2]
- 田中吉太郎 中佐：1917年12月1日[2] - 1918年5月31日[3]
- （兼）加々良乙比古 中佐：1918年5月31日 - 1918年6月26日
- 関干城 中佐：1918年6月26日 - 1918年11月10日
- 石渡武章 中佐：1918年11月10日[4] -
- 原道太 中佐：1919年12月1日[5] -

特務艦長
- 原道太 中佐：不詳 - 1920年11月20日[6]
- 木村豊樹 中佐：1920年11月20日[6] - 1921年12月1日[7]
- 内藤省一 中佐：1921年12月1日[7] -
- 藤吉晙 中佐：1922年12月1日 - 1923年10月20日[8]
- 福島貫三 中佐：1923年10月20日[8] - 1924年12月1日[9]
- 井上繁則 中佐：1924年12月1日[9] - 1925年6月15日[10]
- （兼）井上繁則 中佐：1925年6月15日[10] - 1925年12月1日[11]
- 伴次郎 中佐：1925年12月1日 - 1926年12月1日
- 北正一郎 中佐：1926年12月1日[12] - 1927年12月1日[13]
- 川名彪雄 中佐：1927年12月1日 - 1928年12月4日
- 坂本正 中佐：1928年12月4日[14] - 1929年11月30日[15]
- 本橋政光 中佐：1929年11月30日[15] - 1930年12月1日[16]
- 相浦小七 中佐：1930年12月1日[16] - 1931年12月1日[17]
- 小熊文雄 中佐：1931年12月1日[17] - 1932年12月1日[18]
- 小西干比古 中佐：1932年12月1日[18] - 1934年2月20日[19]
- 脇坂乗平 中佐：1934年2月20日 - 1934年11月1日
- 石川茂 中佐:1934年11月1日 - 1935年11月15日
- 高木伴治郎 中佐：1935年11月15日[20] - 1938年2月21日[21]
- 土井高 中佐:1938年2月21日 - 1939年4月20日